# Gare de Blagnac
La gare de Blagnac était une gare ferroviaire française, située sur le territoire de la commune de Blagnac, dans le département de la Haute-Garonne, en région Occitanie.
C'était une halte, mise en service en 1903 par la CFSO, et définitivement fermée au trafic des voyageurs et des marchandises en 1947. Situé sur une section déclassée et déferrée, le bâtiment est toujours présent et réaffecté pour une utilisation privée.

## Situation ferroviaire
Établie à 147 mètres d'altitude, la gare de Blagnac était située au point kilométrique (PK) 5,0 de la ligne de Toulouse à Cadours.

## Service des voyageurs
Gare fermée située sur une section de ligne déclassée.

## Patrimoine ferroviaire

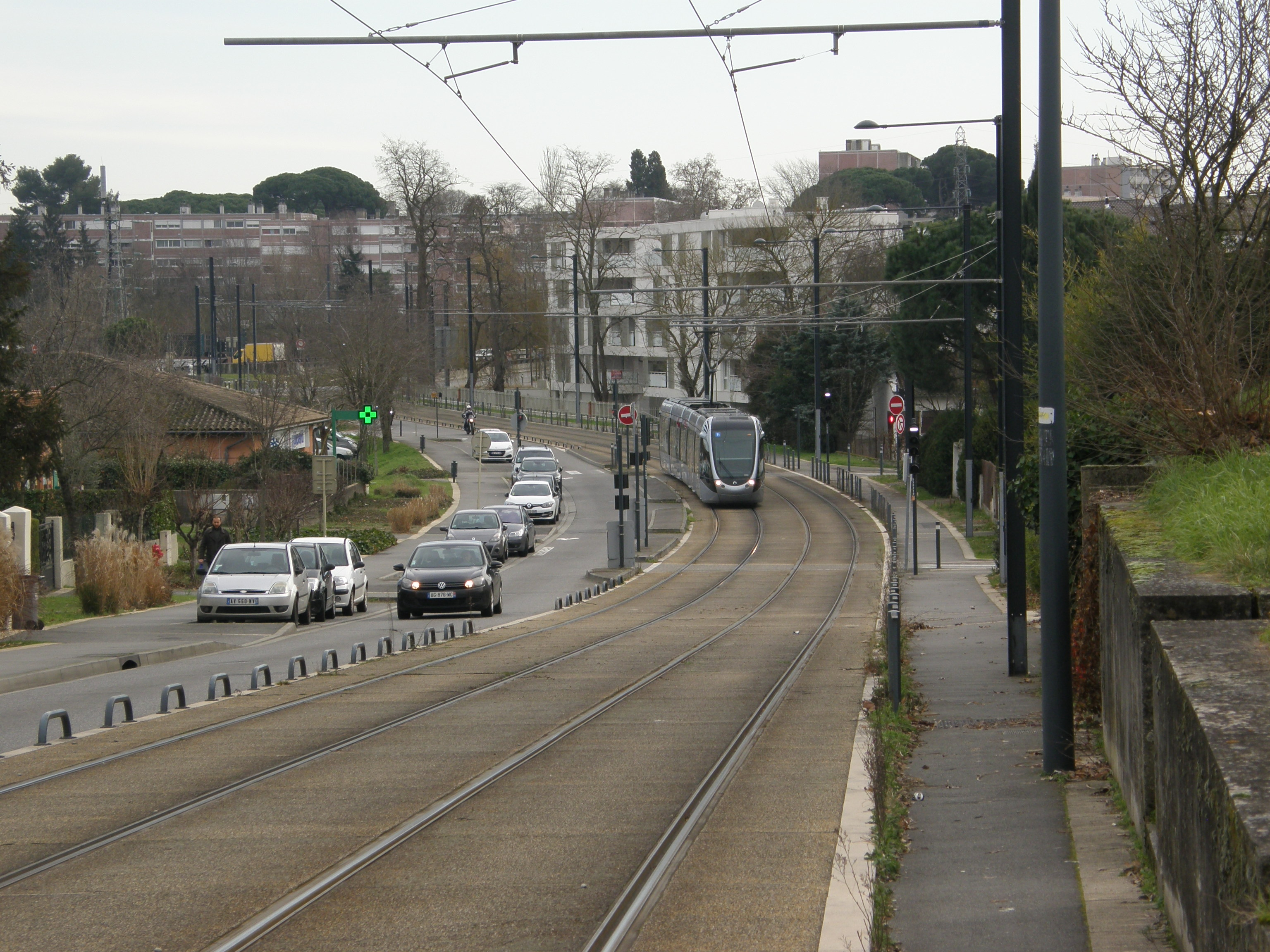
Au sud de la gare, les voies ferrées du tramway contemporain suivent le parcours de l'ancienne ligne de Toulouse à Cadours.

L'ancien bâtiment voyageurs a été réaffecté à une utilisation privée. Il a été agrandi et modifié et est aujourd'hui une boutique.

La station Servanty Airbus de la ligne T1 du tramway de Toulouse est située à côté, et les emprises ferroviaires de ce dernier sont construites sur ce qui a été historiquement la ligne de Toulouse à Cadours au sud de la gare.